# Drachkov

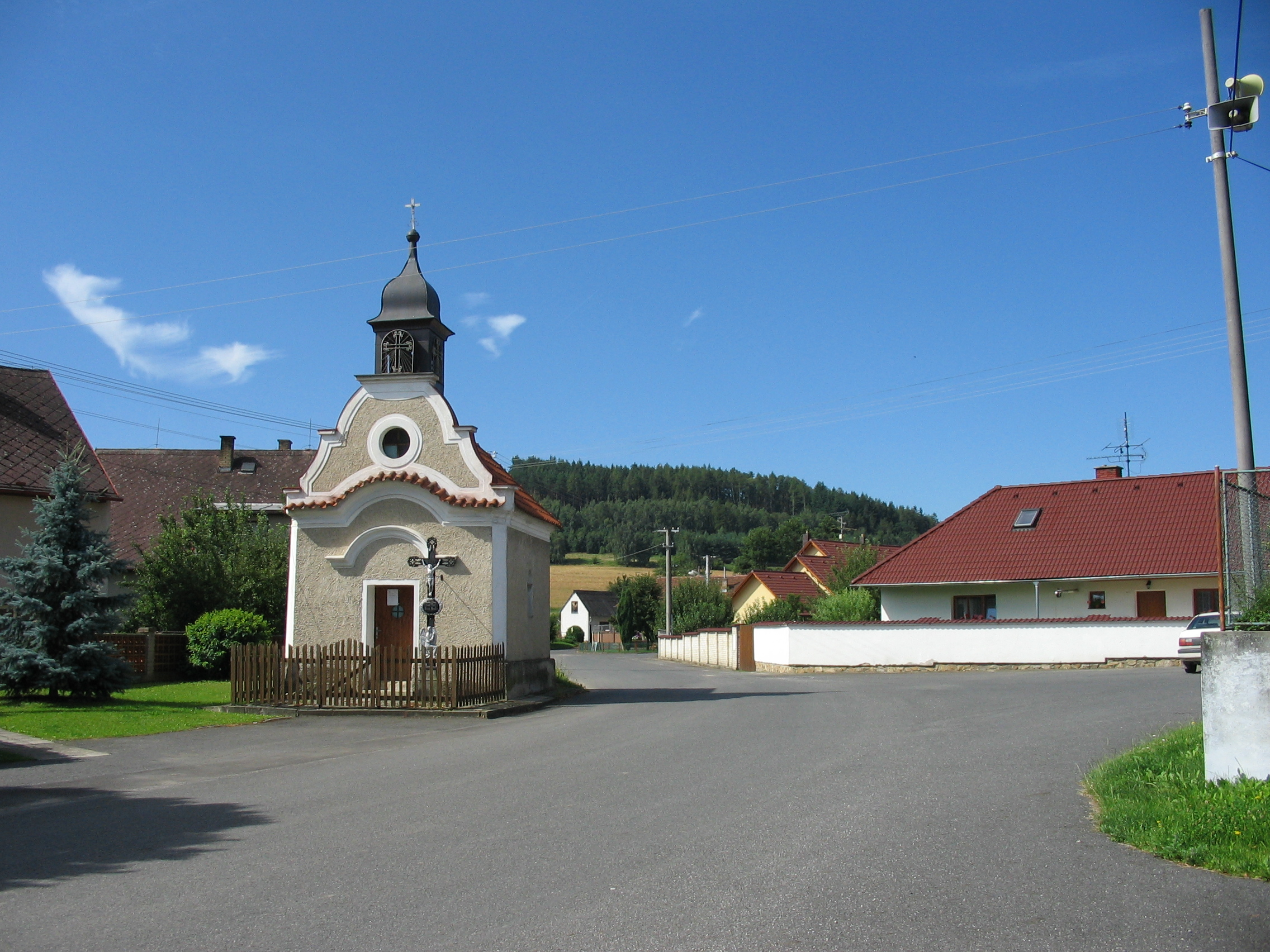
Dorfplatz mit Kapelle

Drachkov (deutsch Drachkow) ist eine Gemeinde in Tschechien. Sie liegt sechs Kilometer südwestlich von Strakonice in Südböhmen und gehört zum Okres Strakonice.

## Geographie

### Geographische Lage
Drachkov befindet sich in der Talmulde des Baches Drachkovský potok im Vorland des Böhmerwaldes. Südöstlich erhebt sich die Kamenná bába (557 m), im Süden der Kbíl (664 m), südwestlich der Háj (530 m) und im Westen die Mladiny (600 m). Gegen Norden liegt der Teich Pracejovický rybník.

### Gemeindegliederung
Für die Gemeinde Drachkov sind keine Ortsteile ausgewiesen.

### Nachbargemeinden
Nachbarorte sind Liboč, Katovice und Pracejovice im Norden, Virt, Nový Dražejov, Podskalí, Kalvárie und Strakonice im Nordosten, Stará Valcha, Přední Ptákovice, V Holí, Mutěnice und Radošovice im Osten, Sousedovice und Přední Zborovice im Südosten, Libětice, Smiradice und Švejcarova Lhota im Süden, Lhota u Svaté Anny im Südwesten, Milčice und Makarov im Westen sowie Stružský Mlýn, Koclov und Sloučín im Nordwesten.

## Geschichte
Am Fuße des Hügels Kamenná bába soll sich den Überlieferungen nach der Hof des Vladiken Drahka befunden haben.
Die erste schriftliche Erwähnung von villa Dracow erfolgte im Jahre 1319 als Besitz des Wilhelm Bavor von Strakonitz. Da dieser keine Nachkommen hatte, überschrieb 1336 testamentarisch die Herrschaft Strakonitz dem Malteserorden, der diese im Jahre 1356 erhielt. In der Berní rula von 1654 sind für Drachkov acht Bauernwirtschaften und sechs Gärtner ausgewiesen. Im Jahre 1675 brannten drei Gehöfte nieder. In der ersten Hälfte des 19. Jahrhunderts wandelte sich der Ortsname in Drachkow. Im Jahre 1840 bestand Drachkow aus 22 Häusern mit 145 Einwohnern. Im Dorf gab es eine Kapelle. Pfarrort war Strakonitz. Bis zur Mitte des 19. Jahrhunderts blieb das Dorf immer nach Strakonitz untertänig.
Nach der Aufhebung der Patrimonialherrschaften bildete Drachkov/Drachkow ab 1850 einen Ortsteil der Gemeinde Pracejovice in der Bezirkshauptmannschaft und dem Gerichtsbezirk Strakonice. Zu dieser Zeit hatte das Dorf 159 Einwohner. 1921 löste sich Drachkov von Pracejovice los und bildete eine eigene Gemeinde. 1964 wurde das Dorf wieder nach Pracejovice eingemeindet. Nach einem Referendum wurde Drachkov am 1. Jänner 1992 wieder eigenständig.

## Kultur und Sehenswürdigkeiten
- Kapelle, erbaut in der 1. Hälfte des 19. Jahrhunderts